# Richard Macaulay
Richard Macaulay (Chicago, 18 agosto 1909 – Los Angeles, 18 settembre 1969) è stato uno sceneggiatore statunitense.

## Biografia
Era un noto anticomunista ed era membro attivo della Motion Picture Alliance for the Preservation of American Ideals. Testimoniò al Congresso nel 1947 e diede nomi di scrittori  che credeva fossero comunisti alla Writers Guild.

## Filmografia

### Cinema
- Husband's Holiday, regia di Ralph Staub - cortometraggio (1935)

- Miss prima pagina (Front Page Woman), regia di Michael Curtiz (1935)
- L'irresistibile (Earthworm Tractors), regia di Ray Enright (1936)
- Polo Joe, regia di William C. McGann (1936) - non accreditato
- Con l'aiuto della luna (When's Your Birthday?), regia di Harry Beaumont (1937) - non accreditato
- Ready, Willing and Able, regia di Ray Enright (1937)
- Melody for Two, regia di Louis King (1937)
- Vivendo volando (Riding on Air), regia di Edward Sedgwick (1937)
- Invito alla danza (Varsity Show), regia di William Keighley (1937)
- Hollywood Hotel, regia di Busby Berkeley (1937)
- Gold Diggers in Paris, regia di Ray Enright (1938)
- Garden of the Moon, regia di Busby Berkeley (1938)
- Brother Rat, regia di William Keighley (1938)
- Hard to Get, regia di Ray Enright (1938)
- The Kid from Kokomo, regia di Lewis Seiler (1939)
- L'alfabeto dell'amore (Naughty But Nice), regia di Ray Enright (1939)
- On Your Toes, regia di Ray Enright (1939)
- I ruggenti anni venti (The Roaring Twenties), regia di Raoul Walsh (1939)
- Brother Rat and a Baby, regia di Ray Enright (1940)
- 3 Cheers for the Irish, regia di Lloyd Bacon (1940)
- Zona torrida (Torrid Zone), regia di William Keighley (1940)
- Flight Angels, regia di Lewis Seiler (1940)
- Il vendicatore (Brother Orchid), regia di Lloyd Bacon (1940) - non accreditato
- Strada maestra (They Drive by Night), regia di Raoul Walsh (1940)
- Million Dollar Baby, regia di Curtis Bernhardt (1941)
- Fuori dalla nebbia (Out of the Fog), regia di Anatole Litvak (1941)
- Fulminati (Manpower), regia di Raoul Walsh (1941)
- Navy Blues, regia di Lloyd Bacon (1941)
- Captains of the Clouds, regia di Michael Curtiz (1942)
- Wings for the Eagle, regia di Lloyd Bacon (1942)
- Agguato ai tropici (Across the Pacific), regia di John Huston (1942)
- Vecchia San Francisco (Hello Frisco, Hello), regia di H. Bruce Humberstone (1943)
- Una giovane vedova (Young Widow), regia di Edwin L. Marin (1946)
- Addio all'esercito (Buck Privates Come Home), regia di Charles Barton (1947)
- Perfido inganno (Born to Kill), regia di Robert Wise (1947)
- L'età della violenza (The Good Die Young), regia di Lewis Gilbert (1954)

### Televisione
- Cosmopolitan Theatre - serie TV, episodio 1x01 (1951)
- Mama - serie TV, episodio 6x40 (1955)
- Indirizzo permanente (77 Sunset Strip) - serie TV, episodio 1x10 (1958)
- Perry Mason - serie TV, episodio 2x19 (1959)
- Maverick - serie TV, episodio 2x25 (1959)
- Troubleshooters - serie TV, episodio 1x11 (1959)
- The Gallant Men - serie TV, episodio 1x21 (1963)